# 9
9 (IX) je bilo navadno leto, ki se je po julijanskem koledarju začelo na torek.

## Dogodki
- Panonija postane rimska provinca.
- Heruski pod vodstvom Arminija uničijo rimsko vojsko v bitki v Tevtoburškem gozdu; Rim izgubi province med Renom in Labo.

## Smrti
- Publij Kvintilij Var, rimski politik in vojskovodja, * 46 pr. n. št.